# Paulo Teixeira Soares
Nequinho, właśc. Paulo Teixeira Soares (ur. ?, zm. ?) – piłkarz brazylijski grający na pozycji napastnika.

## Kariera klubowa
Nequinho występował w CR Flamengo, gdzie występował w latach 1924–1926. W barwach Flamengo wystąpił jeden raz w wygranym 2-1 meczu derbowym z CR Vasco da Gama 24 czerwca 1926. W meczu tym Nequinho zdobył bramkę.

## Kariera reprezentacyjna
W oficjalnej reprezentacji Brazylii Nequinho zadebiutował 11 listopada 1925 w zremisowanym 1-1 meczu z klubem Corinthians Paulista. Był to jego jedyny występ w reprezentacji.